# Friedrich Joachim von Rathenow
Friedrich Joachim von Rathenow (* 1707 in Metzelthin; † 16. März 1762 in Grimme) war ein preußischer Oberst. 

## Leben

### Herkunft
Friedrich Joachim war Angehöriger des märkischen Adelsgeschlechts von Rathenow. Seine Eltern waren der Erbherr auf Gut Pinnow II im Kreis Westprignitz und auf Gut Metzelthin George Ernst von Rathenow († 1725) und Margarete Elisabeth von Burghagen.

### Laufbahn
Rathenow trat 19-jährig in das Infanterieregiment Nr. 23 der Preußischen Armee ein und avancierte im Juni 1748 zum Hauptmann. 1758 wurde er zum Major befördert und übernahm als Kommandeur im selben Jahr ein Grenadierbataillon. Das ihm überantwortete Bataillon setzte sich aus den Grenadierkompanien der Regimenter Alt-Bornstedt und Lichnowski zusammen. Im August 1760 stieg er weiter auf in den Rang eines Oberstleutnants sowie im Februar 1761 schließlich zum Oberst.
Er nahm an den Schlachten bei Mollwitz, Hohenfriederberg, Sorr, Reichenberg, Prag, Roßbach, Leuthen, Hochkirch, Liegnitz und Torgau (verwundet) teil. Für seinen herausragenden persönlichen Einsatz bei Liegnitz erhielt er nebst 1000 Talern, den Orden Pour le Mérite.
In der Nacht vom 8. zum 9. April 1762 konnte er eine gegnerische Übermacht von 4000 Mann bei Gräthen abwehren, wurde jedoch schwer verwundet, so dass er wenige Tage später bei Grimme seinen Verletzungen erlag. Der König hatte seinen Tod sehr bedauert, da er ihm ein tüchtiger Offizier gewesen war.

### Familie
Mit seiner Gattin Katharina Elisabeth geb. Fabian. bzw. geb. Plager († 1772), die vom König späterhin eine Witwenpension erhielt, hatte er sechs Kinder, wovon die vier nachstehenden Söhne ebenfalls in der Armee standen.
- Friedrich Joachim († 1806), preußischer Oberstleutnant, gefallen bei Jena, ⚭ NN
- Ernst Friedrich Ehrenreich (1748–1818), preußischer Major, ⚭ Nanette Salzmann
- Henning Friedrich († 1817), preußischer Major
- Otto Franz († 1819), preußischer Major, ⚭ NN Gaffers